# Смелата Ваяна
Смелата Ваяна (на английски: Moana) е американски компютърно анимационен музикален екшън приключенски фентъзи филм от 2016 г., продуциран от Уолт Дисни Анимейшън Студиос и издаден от Уолт Дисни Пикчърс. Това е 56-ият пълнометражен анимационен филм на Дисни. Филмът е режисиран от Джон Мъскър и Рон Клемънтс в сътрудничество с Крис Уилямс и Дон Хол, продуциран от Оснат Шумер, със сценарий от Джаред Буш и сюжет от Клемънтс, Мъскър, Уилямс, Хол, Памела Рибон, Арън Кендъл и Джордън Кендъл.
Филмът разказва историята на Ваяна, момиче със силна воля, произхождаща от полинезийско село, избрана от самия океан, за да събере мистична реликва с богиня. Когато злото се заселва острова ѝ, Ваяна отплава в търсене на Мауи, легендарния полубог, с надеждата да се върне в сърцето на Тефити и да спаси своя народ.
На маорски Моана означава „дълбоко море или голям водоем“. Ваяна е име с таитянски произход, означаващо от сърцето на океана.

## Сюжет
Преди три хиляди години най-великите мореплаватели плават надлъж и шир из Тихия океан и откриват многото острови на Океания. После пътешествията им спират за 1000 години и никой не знае защо. „Смелата Ваяна“ е завладяващо анимационно приключение на сърцата тийнейджърка, която потегля на дръзка мисия, за да спаси народа си. По време на пътешествието си, Ваяна среща някога могъщия полубог Мауи, който я напътства в търсенията ѝ. Заедно те плават през открития океан, срещайки по пътя си гигантски чудовища и невъзможни за преодоляване препятствия, а Ваяна осъществява древната повеля на дедите си и открива това, което винаги е търсила – собствената си самоличност.

## Продукция

### Развитие
След като режисира с Клемънтс Принцесата и жабокът (2009 г.), Мъскър започва да чете полинезийската митология и научава за героичните преживявания на полубога Мауи. Заинтригуван от богатата култура на Полинезия, той чувства, че това е подходяща тема за анимационен филм. Малко след това, Джон Ласитър ги съветва да отидат на изследователско пътуване. През 2012 г. Клементс и Мъскър се заемат с изследователски пътувания до Фиджи, Самоа и Таити, за да се срещнат с хората от Южния Тихи океан и да научат за тяхната култура. Първоначално те планирали да направят филма изцяло за Мауи, но изследователските им пътувания са вдъхновили Клементс да предложи нова идея, насочена към младата дъщеря на вожда.
Клементс и Мъскър са очаровани да научат по време на своето проучване, че хората от Полинезия рязко са престанали да пътуват на дълги разстояния преди около три хиляди години. Техните навигационни традиции предхождат тези на европейските изследователи. Местните хора от Тихия океан притежават знания за света и за тяхното място в него преди навлизането на чужденци. Местните народи от Тихия океан отново започват да пътуват отново хиляда години по-късно. Клемънтс и Мъскър създават филма в края на онази епоха, преди около две хиляди години, на фиктивен остров в централната част на Тихия океан, вдъхновени от истинските островни народи на Фиджи, Самоа и Тонга.

## Проблеми със заглавието на филма в Европа
В Испания, Франция, Португалия, Германия, Нидерландия, Белгия, Дания, Норвегия, Швеция, Исландия, Финландия, Естония, Литва, Латвия, Полша, Унгария, Чехия, Хърватия, Сърбия, Гърция, Румъния и Украйна филмът е озаглавен „Ваяна“, а в България „Смелата Ваяна“. „Моана“ е регистрирана търговска марка в тези европейски държави.
В Италия филмът е озаглавен „Океания“, тъй като дистрибуторът на Дисни смята за неприемливо, че в уеб търсачките името „Моана“ показва сред основните резултати информация за италианската порно актриса, водеща и модел Моана Поци.

## Синхронен дублаж
| Персонаж              | Английски език   | Български език |
| --------------------- | ---------------- | --- |
| Ваяна (Моана Ваялики) | Аули Кравальо    | Михаела Маринова |
| Мауи                  | Дуейн Джонсън    | Момчил Степанов |
| вожд Туи              | Темуера Морисън  | Михаил Билалов |
| баба Тала             | Рейчъл Хаус      | Мая Новоселска |
| Сина                  | Никол Шерзингер  | Яница Митева |
| Таматоа               | Джемейн Клемент  | Атанас Сребрев |
| Селянин 1             | Трой Поламалу    | Здравко Димитров |
| Селянин 2             | Пуанани Кравалхо | Илиян Михайлов |
| Селянин 3             | Алън Тудик       | Кристиян Димитров |
| Хейхей                | Алън Тудик       | - |
| Ласало                |                  | Росен Русев |
| Мъничка Ваяна         | Луиз Буш         | Ивайла Бояджиева |
| Други гласове         |                  | Калина Асенова Макс Стоянов Антоанета Георгиева Ева Данаилова Лина Шишкова Стефан Врачев Леа Тодорова Янтра Миланова Весела Делчева Кръстина Кокорска – Криста Светлана Смолева Теодор Койчинов |

| Песен                          | Английски език                                                       | Български език |
| ------------------------------ | -------------------------------------------------------------------- | --- |
| При нас                        | Кристофър Джаксън Рейчъл Хаус Никол Шерзингер Аули Кравальо Луиз Буш | Михаела Маринова Мая Новоселска Момчил Степанов Атанас Сребрев Владимир Димов Владо Михайлов Яница Митева Калина Асенова |
| До края на морето Знаеш коя си | Аули Кравальо                                                        | Михаела Маринова |
| Далеч, далеч                   | Опетая Фоа'и                                                         | Владо Михайлов |
| Заповядай                      | Дуейн Джонсън                                                        | Момчил Степанов |
| Блясък                         | Джемейн Клемент                                                      | Атанас Сребрев |
| Аз съм Ваяна                   | Аули Кравальо Рейчъл Хаус                                            | Михаела Маринова Мая Новоселска                                                                                          |

| Обработка                                         | Александра Аудио                        |
| ------------------------------------------------- | --------------------------------------- |
| Режисьор на дублажа                               | Василка Сугарева                        |
| Преводач Творчески директор на българската версия | Венета Янкова                           |
| Музикален режисьор Български текст на песните     | Десислава Софранова                     |
| Тонрежисьори на записа                            | Петър Костов Мартин Станев Йоан Сугарев |
| Микс студио                                       | Shepperton International                |
| Продуцент на българската версия                   | Disney Character Voices International   |